# 坎德河谷赖兴巴赫
坎德河谷赖兴巴赫（德語：Reichenbach im Kandertal）是瑞士伯恩州的一个市镇。该市镇总面积为125.8平方千米，截至2018年12月31日总人口为3,608人。1916年，昆塔尔会议在此地举办。